# 마이런 숄스
마이런 새뮤얼 솔스(Myron Samuel Scholes, 1941년 7월 1일생)는 캐나다와 미국의 금융경제학자이다. 옵션의 가치를 결정하는 새로운 공식인 블랙-숄즈 방정식을 고안한 공로로 1997년 로버트 C. 머턴과 함께 노벨 경제학상을 공동 수상했다.